# Kelsey-Lee Barber
Kelsey-Lee Barber z d. Roberts (ur. 20 września 1991 w East London w Południowej Afryce) – australijska lekkoatletka specjalizująca się w rzucie oszczepem, olimpijka (2016, 2021, 2024).
W 2014 sięgnęła po brązowy medal igrzysk Wspólnoty Narodów w Glasgow. Bez powodzenia startowała w mistrzostwach świata w Pekinie (2015) oraz na igrzyskach olimpijskich w Rio de Janeiro (2016). Finalistka mistrzostw świata z 2017 roku. Wiosną 2018 roku zdobyła srebrny medal igrzysk Wspólnoty Narodów. Niespodziewanie rzutem z ostatniej serii na odległość 66,56 wywalczyła jesienią 2019 mistrzostwo świata. W 2021 zdobyła brązowy medal igrzysk olimpijskich w Tokio. Rok później obroniła w Eugene tytuł mistrzyni świata.
Złota medalistka mistrzostw Australii.
Rekord życiowy: 67,70 (9 lipca 2019, Lucerna).

## Osiągnięcia
| Rok  | Impreza                    | Miejsce        | Lokata            | Wynik |
| ---- | -------------------------- | -------------- | ----------------- | ----- |
| 2014 | Igrzyska Wspólnoty Narodów | Glasgow        | 3. miejsce        | 62,95 |
| 2015 | Mistrzostwa świata         | Pekin          | el. – 20. miejsce | 60,18 |
| 2016 | Igrzyska olimpijskie       | Rio de Janeiro | el. – 28. miejsce | 55,25 |
| 2017 | Mistrzostwa świata         | Londyn         | 10. miejsce       | 60,76 |
| 2018 | Igrzyska Wspólnoty Narodów | Gold Coast     | 2. miejsce        | 63,89 |
| 2018 | Puchar interkontynentalny  | Ostrawa        | 6. miejsce        | 59,32 |
| 2019 | Mistrzostwa Oceanii        | Townsville     | 1. miejsce        | 65,61 |
| 2019 | Mistrzostwa świata         | Doha           | 1. miejsce        | 66,56 |
| 2021 | Igrzyska olimpijskie       | Tokio          | 3. miejsce        | 64,56 |
| 2022 | Mistrzostwa świata         | Eugene         | 1. miejsce        | 66,91 |
| 2022 | Igrzyska Wspólnoty Narodów | Birmingham     | 1. miejsce        | 64,43 |
| 2022 | Mistrzostwa Oceanii        | Mackay         | 3. miejsce        | 60,63 |
| 2023 | Mistrzostwa świata         | Budapeszt      | 7. miejsce        | 61,19 |
| 2024 | Igrzyska olimpijskie       | Paryż          | el. – 26. miejsce | 57,73 |

## Życie prywatne
Pochodzi z Republiki Południowej Afryki. Wraz z rodziną w 2000 roku przeprowadziła się do Australii.
W kwietniu 2018, tuż po Igrzyskach Wspólnoty Narodów poślubiła swego trenera, Mike’a Barbera.